# Rio do Norte
Rio do Norte är ett vattendrag i Brasilien.   Det ligger i delstaten Espírito Santo, i den sydöstra delen av landet, 900 km sydost om huvudstaden Brasília. Rio do Norte ligger vid sjön Lagoa do Aguiar.
Omgivningarna runt Rio do Norte är huvudsakligen savann. Runt Rio do Norte är det glesbefolkat, med 11 invånare per kvadratkilometer.